# Kostel svatého Petra a Pavla (Prachatice)
Kostel svatého Petra a Pavla se nachází u hřbitova mezi Prachaticemi a Starými Prachaticemi. Jeho historie sahá ještě dál do minulosti než k založení samotného města. Důležitost kostela také zdůrazňuje fakt, že prachatická pouť je slavena na sv. Petra a Pavla, nikoliv na sv. Jakuba, kterému je dedikován zdejší farní kostel. Kostel ve Starých Prachaticích je významným dokladem stáří a vývoje sídlištní struktury, neboť se zde od raného středověku rozrůstalo městské založení, které bylo ve 14. století přesunuto jižním směrem do místa nynějších Prachatic. Kostel je důležitým dokladem farní správy a projevu křesťanské víry v regionu.Chrám patří mezi nejstarší stavby postavené v románské době na území jižních a západních Čech.

## Založení kostela
Dle archeologických nálezů byl původní kostel vystavěn v románském slohu pravděpodobně v 11. nebo 12. století. Tato datace z něj činí nejstarší kostel ve městě, neboť kostel sv. Jakuba Většího byl postaven v Prachaticích až ve 14. století.
V prachatické kotlině se dříve nacházela pouze celní osada umístěná na obchodní cestě zvané Zlatá stezka, u které měl být zbudován kostel zasvěcený dvěma apoštolům. Za vystavěním kostela stojí nejspíše vyšehradská kapitula – usuzuje se i z toho, že datace zasvěcení prachatického i vyšehradského kostela se shoduje. Takto brzká výstavba kostela je však příčinou, proč se mu nedostalo takového věhlasu. Město Prachatice bylo totiž založeno na jiném místě než původní osada, cestou do kostela by tedy měšťané museli opouštět bezpečí městských hradeb. Z tohoto důvodu započala pozdější stavba kostela sv. Jakuba přímo ve městě.

## Stavební fáze
Jedná se o původní románský kostel. V místě dnešního kostela tedy už ve 12. století stál menší románský kostelík, ze kterého se dochovala část kamenného kvádříkového zdiva včetně okénka v severní zdi. Tato datace z něj činí nejstarší kostel v okruhu města Prachatic, neboť kostel sv. Jakuba Většího byl postaven v Prachaticích až ve 14. století. Ve 13. století došlo k rozšíření kostela. Předsíň byla přistavěna v 16. století, taktéž i kostelní věž. Barokní úpravy proběhly roku 1687, 1753 a 1771. Střecha věže je z roku 1890. Hřbitov byl založen před rokem 1562 a rozšířen roku 1587, 1909 a 1929.

## Přestavby kostela
Ve 13. století došlo k rozšíření kostela, ale na vystavění věže se čekalo až do století 16. Tato věž následně získala barokní báň, nynější střecha jehlanovitého tvaru pochází z roku 1890. Městský hřbitov původně ležel u kostela sv. Jakuba ve městě, od roku 1587 se přemístil ke kostelu sv. Petra a Pavla, který je hřbitovním kostelem dodnes. Podél jedné stěny lodě jsou vystavěny až dvě desítky náhrobků patřící měšťanům Prachatic a majitelů tvrze ve vsi Běleč. Pravděpodobně tito lidé přispěli na opravy kostela, proto je takto připomínána jejich památka.

### Malby
Z uměleckého hlediska je kostel hodnotnou památkou, jelikož prošel mnoha opravami. Přes odkryté románské základy zde nalezneme znaky gotiky v podobě klenby krypty, dále také barokní strop. V presbytáři byla odhalena nástěnná malba pocházející z doby po roce 1501, která zachycuje Poslední soud. Anděl s Pannou Marií čekají u nebeské brány, kterou hlídá sv. Petr a přijímá duše do nebe. Nalevo je možné vidět výjev pekla, okřídleného Lucifera a tři ďábly. Motiv pekla doplňují hříšníci představující opilství, lichvu a smilstvo. Uprostřed stěny je namalován anděl, který prstem ukazuje zmrtvýchvstalým cestu do nebe, nebo do pekla. Na všechny tyto postavy dohlíží Bůh, jehož zobrazení není však zcela odkryto.
V letech 1980-1981 byly pracovníky Státních restaurátorských ateliérů odhaleny další středověké nástěnné malby.

## Stavební podoba
Kostel sv. apoštolů Petra a Pavla ve Starých Prachaticích je jednolodní raně gotická stavba s pravoúhle uzavřeným presbytářem se sakristií na severní straně, s věží postavenou mimo osu v západním průčelí a s předsíní na severní straně lodi. Na jižní straně lodi je zazděný půlkruhový portál. Závěr presbytáře je podepřen podpěráky. Okna jsou s půlkruhovými záklenky s hlubokými špaletami. V závěru presbytáře je úzké hrotité okno s hlubokou špaletou. Předsíňka je završena renesančním stupňovitým štítem. Na vnějšku kněžiště je zabílená nástěnná malba Smrti Panny Marie ze 16. století. Presbytář je zaklenut dvěma poli křížové klenby se žebry o profilu klínu, sbíhajícími se náběžnými štítky do jehlancovitých konsol. Na severní straně presbytáře je půlkruhový okosený portálek do sakristie zaklenutý hrotitou valenou klenbou a sanktuář s trojbokým vimperkem. Dále je zde nástěnná malba Posledního soudu z 16. století. Na severní straně presbytáře je fragment figurální nástěnné malby z 15. století. Triumfální oblouk je lomený. V lodi je plochý strop se štukovými ornamenty. V zadní části lodi je kruchta na dvou pilířích, nesená dřevěným stropem, předsíňka je na severní straně. Na stěnách podvěží jsou nápisy a figurální kresby rudkou z 2. pol. 16. a ze 17. století. Na hřbitově jsou výklenky kolem staré části hřbitova se zbytky maleb. Na hřbitově je deska Jiřího Rosenthalera z roku 1570, čtyři ručně kované kříže z 18. a 19. století.

## Svatý Vojtěch
Osoba svatého Vojtěcha je s okolím Prachatic zmiňována, spojitost s původním kostelem dedikovaným apoštolům Petrovi a Pavlovi není však potvrzena. Vojtěch vykonal několik poutí do Říma, při kterých putoval přes jihozápad Čech. Při jedné z nich měl údajně navštívit i zdejší kostel a vysvětit ho. Kvůli nedostatku prokazatelných dat je toto spíše městská pověst.

## Současnost kostela
V současnosti není kostel nijak výrazně vybaven, slouží pouze jako smuteční síň. Do interiéru byly alespoň vráceny tři sochy z barokního hlavního oltáře, který se ani se dvěma postranními nedochoval. Do výklenků po levé straně presbytáře jsou vsazeny sošky svatých apoštolů Petra a Pavla, z druhé strany zdobí kněžiště Kalvárie. Na hřbitově u kostela jsou dochovány hroby významné prachatické rodiny Neumannových, z níž je nejznámější svatý Jan Nepomuk Neumann, český katolický misionář působící ve Filadelfii (USA). Mimo tuto rodinu jsou zde pochovány řádové sestry z Kongregace Milosrdných sester svatého Karla Boromejského, které se zasloužily o chod místního kláštera, v jehož prostorách v dnešní době sídlí Hospic sv. Jana Nepomuka Neumanna.